# كازوناري ساساكي
كازوناري ساساكي (باليابانية: 佐々木一成؛ بالكانا: ささき かずなり) هو متزحلق ياباني، ولد في 25 نوفمبر 1962 في محافظة آوموري في اليابان.

## وصلات خارجية
- كازوناري ساساكي على موقع الاتحاد الدولي للتزلج (التزلج الريفي) (الإنجليزية)
- كازوناري ساساكي على موقع أوليمبيديا (الإنجليزية)